# Бурундучиха
Бурундучиха (рос. Бурундучиха) — селище в Поназирьовському районі Костромської області Російської Федерації.
Населення становить 18 осіб. Входить до складу муніципального утворення селище Поназирово.

## Історія
У 1962-1965 роках населений пункт належав до Шар'їнського району.
Від 2007 року входить до складу муніципального утворення селище Поназирово.

## Населення
| 2008 | 2010 | 2014 |
| ---- | ---- | ---- |
| 25   | ↗29  | ↘18  |